# Gotthard Barth
Gotthard Barth (* 4. Februar 1913 in Reichenberg, Böhmen, heute Liberec, Tschechien; † 31. März 1996 in Zwingendorf) war ein österreichischer Privatgelehrter. Er widmete sich den Großteil seines Lebens der Widerlegung der Speziellen Relativitätstheorie Albert Einsteins. Er wurde 1974 einer breiteren österreichischen Öffentlichkeit mit der Affäre Barth-Sexl-Einstein bekannt. Diese Affäre war der Auslöser einer von Gotthard Barth bis 1986 leidenschaftlich geführten Kontroverse mit dem in Wien wirkenden theoretischen Physiker Roman Sexl.

## Leben
Gotthard Barth wurde in eine gutbürgerliche Familie im Böhmischen Riesengebirge geboren. Der Vater, Heinrich Barth, war Gymnasiallehrer für Latein, Griechisch und Philosophie. Seine Mutter Rosa Barth, Geburtsname Scholz, war Hausfrau. Gotthard Barth besuchte ein Humanistisches Gymnasium. Während der Schulzeit begeisterte er sich für die Naturwissenschaften, insbesondere die Physik, und führte selbst kleinere Experimente durch. Nach der Matura begann Barth ein Studium der Medizin, das er jedoch nach fünf Semestern abbrach. Er wechselte zum Fach Physik und studierte unter anderen bei Felix Ehrenhaft, den Barth zu seinem wichtigsten Lehrer erklärte, und Hans Thirring. Noch während des Studiums heiratete Barth. Die junge Familie um seine Frau Margaretha („Grete“) und ihre gemeinsamen Kinder Ursula, Dietlinde und Rotraut zwang Barth aus finanziellen Gründen zum Abbruch seines Studiums und zur Aufnahme einer untergeordneten Arbeit bei der österreichischen Post.
Nach dem Zweiten Weltkrieg immatrikulierte sich der aus Kriegsgefangenschaft zurückgekehrte Barth erneut an der Universität Wien ein und studierte Physik und Mathematik. Er hörte aber auch Vorlesungen über Philosophie, unter anderem bei Erich Heintel, bei dem er auch über „Das Eine und das Werden“ promovieren wollte. Nach zwölf Semestern musste er erneut aus finanziellen Gründen die Universität verlassen. Nach eigenen Angaben hatte er nur noch einmal die Chance, Anschluss an die akademische Welt zu erhalten. Der Maschinenbauer Franz Lösel von der Technischen Universität Wien, den Barth mit seinen Zweifeln an der Thermodynamik konfrontierte, habe Barth ein Studium an seinem Institut angeboten. Barths Lebensumstände erlaubten ihm aber die erneute Aufnahme eines wissenschaftlichen Studiums nicht mehr. Nach Barths Scheitern am Aufbau einer klassischen akademischen Laufbahn wandte er sich einer außerakademischen Laufbahn zu. Ab 1954 versuchte er die klassische Thermodynamik und die Spezielle Relativitätstheorie zu widerlegen. Damit war sein Weg als Privatgelehrter im wissenschaftlichen Außenseitertum vorgezeichnet.
Den Lebensunterhalt seiner Familie bestritt Barth fortan durch Anstellungen als Kustos und Fremdenführer, die ihn im weiteren Verlauf seines Lebens zu vielen Umzügen zwangen und über mehrere österreichische Burgen führte. Stationen des durchgängig von Armut bedrohten und geprägten Lebens der Barths waren 1954 Untertullnerbach im Wienerwald, 1958 die Burg Greifenstein in der Gemeinde Sankt Andrä-Wördern, 1962 die Burg Liechtenstein in der Gemeinde Maria Enzersdorf und Hardegg. Die dritte Auflage seines im Eigenverlag erschienenen Werks Antirelativus – Einstein widerlegt wurde 1968 in Alt-Prerau, Gemeinde Wildendürnbach verlegt. Über einen längeren Zeitraum ab Ende der 1960er bis Ende der 1970er Jahre lebten sie in Hessendorf bei Langau im Waldviertel. Anfang der 1980er Jahre bezogen Gotthard und Grete Barth schließlich ihren Alterswohnsitz, das alte Zollhaus in Zwingendorf, das Barth als „Haus Bradley“ bezeichnete, nach dem Astronomen James Bradley, der die Aberration des Sternenlichts erstmals mathematisch formulierte und dessen Formel (den Aberrations-Cosinus) Barth kurzerhand auf die Fassade seines Heimes malte. Im Jahr 1981 erscheint nach vierjähriger Pause das erste Heft seiner Zeitschrift Wissen im Werden im 14. Jahrgang mit der Herausgeberadresse Zwingendorf. Das letzte Heft des 13. Jahrgangs war 1977 noch mit Sitzangabe Hessendorf erschienen.
Barths prekäre berufliche Tätigkeiten verschafften ihm in der allgegenwärtigen materiellen Not den Freiraum, den er als leidenschaftlicher Privatgelehrter ausfüllte. Am 31. März 1996 verstarb Gotthard Barth und wurde am 9. April 1996 auf dem Friedhof in Zwingendorf beigesetzt. Eine der Grabreden hielt sein Weggefährte aus den 1980er Jahren Ekkehard Friebe.
Eine ergiebige Quelle für die biographischen Details und die Beweggründe des Einstein-Gegners Gotthard Barth sind die Interviews, die der österreichische Wissenschaftsjournalist Reinhard Schlögl im Jahr 1991 in Zwingendorf aufgenommen hat und die als Bild- und Tonaufzeichnungen in der Österreichischen Mediathek archiviert sind. Darüber hinaus gestaltete Reinhard Schlögl zwei Radiosendungen mit Gotthard Barth und seinen beiden Wegbegleitern Walter Theimer und Ekkehard Friebe, die im ORF Radio Österreich 1 ausgestrahlt wurden.

## Wirken als Privatgelehrter
Zu Beginn der 1950er Jahre musste Gotthard Barth seine akademische Ausbildung abbrechen. Enttäuscht vom wissenschaftlichen Lehrbetrieb betätigte er sich ab 1953 als Privatgelehrter und versuchte die klassische Thermodynamik und die Spezielle Relativitätstheorie zu widerlegen. 1958 gründete der Philosoph Karl Sapper gemeinsam mit Gotthard Barth und Ernst Gehrcke die „Gesellschaft für rationale Physik und Naturphilosophie“. Die Gründungstagung wurde auf Initiative von Gotthard Barth auf der Burg Greifenstein, wo er zu dieser Zeit als Kustos tätig war, organisiert. Ein Jahr davor, 1957, erschien die erste Ausgabe von Barths Zeitschrift Wissen im Werden, in der er seine kritischen Aufsätze und Gastbeiträge anderer Außenseiter und Mitstreiter veröffentlichte. Weiters veröffentlichte er im Selbstverlag seine Monographien Antirelativus (1954), Rationale Physik (1962) und Das Eine und das Werden (1967). Soweit war Barth nur einem kleinen Kreis an Personen bekannt, vornehmlich seinen Mitstreitern. Das änderte sich, als der theoretische Physiker Roman Sexl 1974 einen Artikel über wissenschaftliche Außenseiter in den physikalischen Blättern veröffentlichte und in diesem Gotthard Barth zitierte. Dabei unterlief Sexl ein Missgeschick. Er schrieb als Erscheinungsort von Barths Artikel Tullnerfeld statt Untertullnerbach. Diese „Geringschätzung“ verärgerte Gotthard Barth. Von Barth als Affäre Barth-Sexl-Einstein genannt, löste das eine Kontroverse zwischen Roman Sexl und Gotthard Barth aus, die von beiden Seiten mit Leidenschaft geführt wurde. Roman Sexl pflegte die Briefe von Gotthard Barth am Institut für theoretische Physik der Universität Wien auszuhängen. Im Gegenzug veröffentlichte Gotthard Barth regelmäßig seine Pamphlete als Antworten in seiner Zeitschrift Wissen im Werden. Die Kontroverse gipfelte 1985 mit einem empörten Brief Barths an den damaligen Wissenschaftsminister und späteren Bundespräsidenten Heinz Fischer: „… dass Univ. Prof. Dr. Roman Sexl, Wien, wissentlich seine Studenten und das Volk betrügt…“. Dieser antwortete gelassen: „… Ich habe Ihre Ausführungen mit Interesse zur Kenntnis genommen und verbleibe… H. Fischer“.
Als Barth mit seiner Familie das alte Zollhaus in Zwingendorf bezog, lernte er den österreichischen Schriftsteller Alfred Komarek kennen, der im benachbarten Obritz sein Domizil aufgeschlagen hatte. Alfred Komarek schrieb mehrmals über Gotthard Barth in verschiedenen Magazinen, widmete Barth ein Kapitel in seinem Buch Weinviertel – Tauchgänge im grünen Meer und ließ ihn in der Rolle des Privatgelehrten Dieter Wehdorn im Kriminalroman Blumen für Polt auftreten.

## Werke
- Wissen im Werden, Gotthard Barth, Zeitschrift, Selbstverlag, 1957 bis 1993.
- Antirelativus, Gotthard Barth, Selbstverlag, 1958.
- Rationale Physik, Gotthard Barth, Selbstverlag, 1962.
- Das Eine und das Werden, Gotthard Barth, Selbstverlag, 1967.